# Olapa brachycerca
Olapa brachycerca är en fjärilsart som beskrevs av Collenette 1936. Olapa brachycerca ingår i släktet Olapa och familjen tofsspinnare. Inga underarter finns listade i Catalogue of Life.